# Feuerwehr in der Vatikanstadt

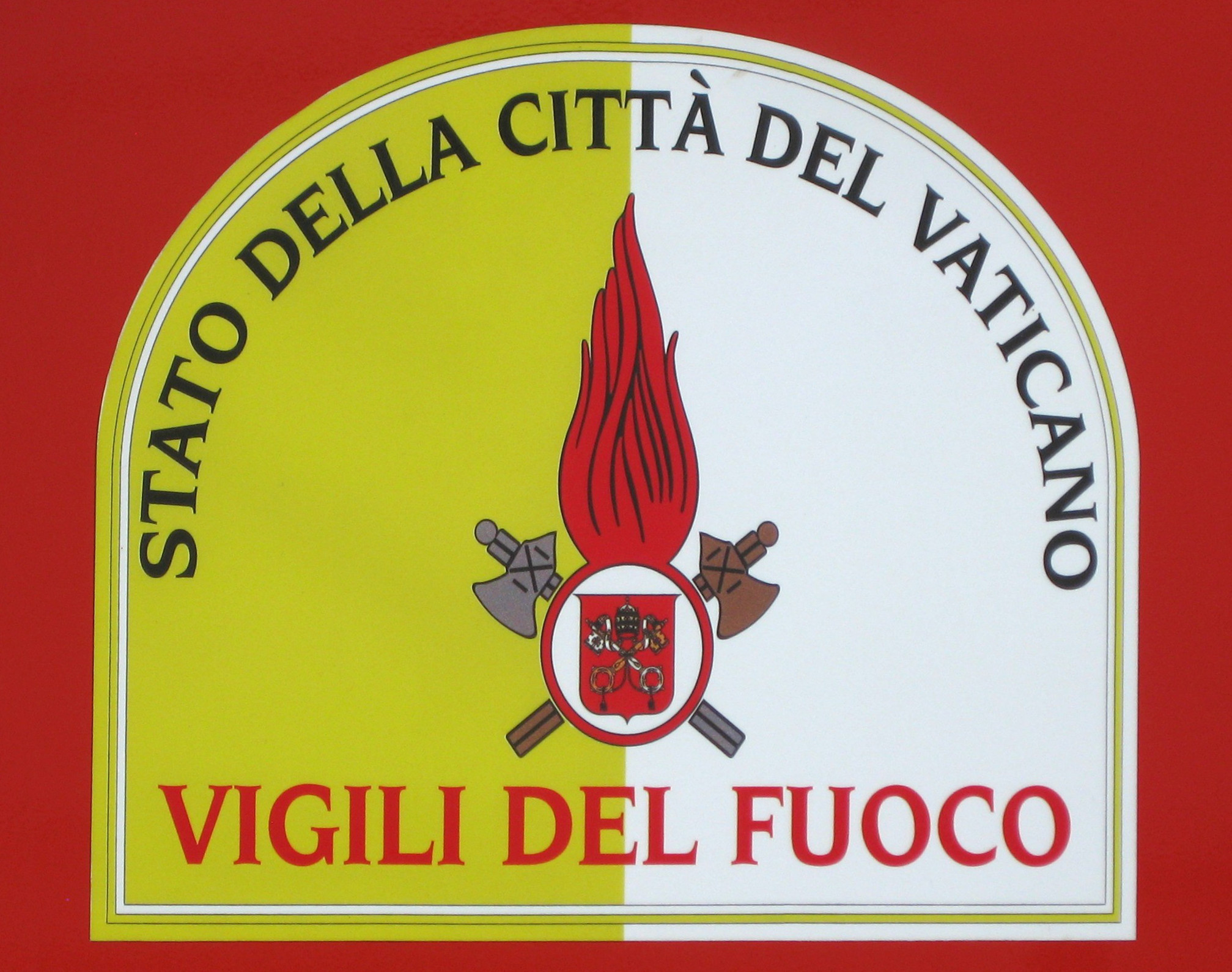
Logo der Feuerwehr in der Vatikanstadt

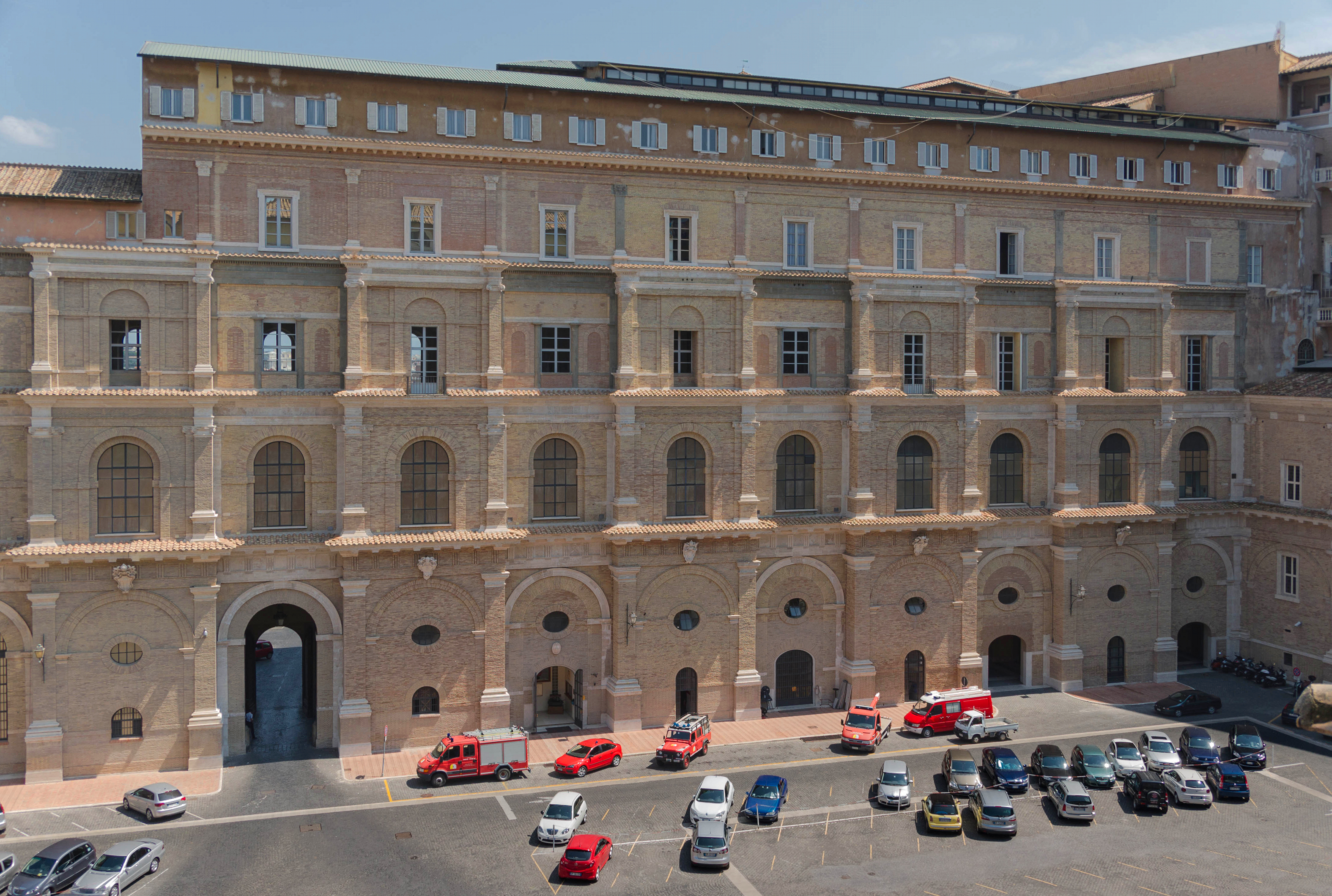
Feuerwache in der Vatikanstadt

Die Feuerwehr in der Vatikanstadt ist das Corpo dei vigili del fuoco dello Stato della Città del Vaticano des Staates Vatikanstadt. In seiner jetzigen Form wurde das Korps im Jahr 1941 von Papst Pius XII. gegründet, obwohl seine Ursprünge älter sind.
Die Schutzheiligen der Feuerwehr sind Papst Leo IV., dem die Überlieferung die wundersame Löschung eines Feuers im Borgo-Viertel zuschreibt (Ereignis dargestellt durch Raffaels Fresko des Feuers im Borgo) und die heilige Barbara, ebenfalls Schutzpatronin der Feuerwehrleute in Italien. Der Jahrestag des Korps ist am 4. Dezember.

## Allgemeines
In der Vatikanstadt besteht eine Feuerwache, in denen acht Feuerwehrfahrzeuge für Einsätze bereitstehen. Insgesamt sind 37 Berufsfeuerwehrleute im Feuerwehrwesen tätig.

## Geschichte
Spätestens seit dem Jahr 1820 gehörte zum Militärkorps des Kirchenstaates ein uniformierter und zeitweise bewaffneter Feuerwehrdienst, die Guardie dei Fuoco, deren aufwändige Uniformen auf Bildern aus der Zeit dargestellt sind, die in den vatikanischen Archiven aufbewahrt werden. Obwohl die Feuerwehrmänner offiziell Teil der Streitkräfte waren, nahmen sie zu Beginn des 20. Jahrhunderts ausschließlich Aufgaben der Brandbekämpfung und des Zivilschutzes wahr.
Im Jahr 1941 gründete Papst Pius XII. den Dienst als Corpo dei vigili del fuoco dello Stato della Città del Vaticano neu. Der Dienst bestand ursprünglich aus 10 Feuerwehrmännern, die an italienischen Feuerwehrschulen in Rom ausgebildet wurden. Die Feuerwehr war mit dem Schutz des Abtes des heiligen Antonius betraut und hatte ihren Sitz im Apostolischen Palast mit Zugang vom Hof des Belvedere, wo er sich noch heute befindet.
Im Juli 2002 wurde der Feuerwehrdienst nach einer von Papst Johannes Paul II. durchgeführten Reform aus der Direktion für technische Dienste der Regierung ausgegliedert und der Direktion für Zivilschutz und Sicherheitsdienste unterstellt, die auch das Gendarmeriekorps der Vatikanstadt umfasst.
Die Feuerwehr unterhält ein kleines Museum zur Geschichte der Feuerwehr im Vatikan in seinem Hauptquartier im Belvedere Courtyard.

## Staatliche Zuordnung
Disziplinarisch untersteht die vatikanische Feuerwehr der Direktion für Sicherheitsdienste und Zivilschutz, seit diese am 16. Juli 2002 gesetzlich gegründet wurde. Die Direktion ist eine Abteilung der Regierung des Staates Vatikanstadt. Die Direktion für Sicherheitsdienste und Zivilschutz ist nicht nur für die Feuerwehr des Vatikans, sondern auch für das Gendarmeriekorps der Vatikanstadt und für die Verbindung zur Päpstlichen Schweizergarde, der Militärtruppe des Heiligen Stuhls, zuständig. Wie bei den Streitkräften des Staates Vatikanstadt ist der Papst das Staatsoberhaupt und Oberbefehlshaber der Feuerwehr.

## Aufgaben und Organisation
Das Hauptquartier und die einzige betriebsbereite Feuerwache der Feuerwehr befindet sich im Belvedere Courtyard, einem zentralen Ort im Staat Vatikanstadt.
Obwohl gefährliche Brände aufgrund der überschaubaren Größe der Vatikanstadt selten vorkommen, wird das Korps im Durchschnitt mehr als einmal täglich eingesetzt, um auf die Nachfrage nach seinen vielfältigen Fähigkeiten in Bezug auf Erste Hilfe, Zivilschutz, Rettung und technische Hilfeleistung bzw. Kontrollen zu reagieren. Eine der häufigsten Einsatzarten ist die Rettung von Touristen, die beim Besteigen der 130 Meter hohen Kuppel des Petersdoms unwohl oder desorientiert geworden sind.
Am Sonntag, dem 1. September 2019, blieb Papst Franziskus, der Oberbefehlshaber der vatikanischen Feuerwehr, auf dem Weg zu seiner wöchentlichen Audienz vor der Menge auf dem Petersplatz in einem defekten Aufzug (interne Aufzugsanlage) stecken. Er wurde von der diensthabenden Gruppe der Feuerwehr befreit und begann seine Ansprache, indem er die versammelte Menge aufforderte, sich ihm zu einem Applaus für die vatikanischen Feuerwehrleute anzuschließen.
Zu den Aufgaben des Korps gehören die Installation und Wartung von Brandmeldeanlagen und Brandbekämpfungsgeräten im gesamten Staat und auch an einigen extraterritorialen Orten des Staates Vatikanstadt in Rom.

### Zeremonien
Die Feuerwehr hat auch einige außergewöhnlichere Aufgaben, einschließlich der Verantwortung für die Errichtung und den sicheren Betrieb des berühmten Schornsteins über der Sixtinischen Kapelle, durch den schwarzer oder weißer Rauch die Nichtwahl oder Wahl eines neuen Papstes während eines päpstlichen Konklaves anzeigt. Die Zeremonie (bei der die benutzten Stimmzettel aus dem Abstimmungsprozess des Konklaves verbrannt werden) wird von Millionen von Menschen insbesondere über die Nachrichtenmedien verfolgt.
Die Feuerwehr spielt auch eine untergeordnete zeremonielle Rolle innerhalb des Staates, und uniformierte Feuerwehrleute bilden die Ehrengarde für bestimmte formelle Empfänge und Ankünfte von Ehrengästen.

### Hubschrauberlandeplatz
Die Feuerwehr bietet auch spezialisierte Feuerwehrdienste auf dem Hubschrauberlandeplatz der Vatikanstadt an. Feuerwehrmänner sind auf dem Hubschrauberlandeplatz im Dienst, wenn ein Luftfahrzeug landet oder abhebt.

## Personal

### Einsatzdienst
Im Jahr 1941 bestand die Feuerwehr des Staates Vatikanstadt aus nur 10 Feuerwehrmänner. Durch die zwischenzeitlich erhöhten Anforderungen hat sich die Mannschaft auf 37 Feuerwehrleute erheblich erweitert. Diese arbeiten in einem rotierenden Schichtmuster mit drei 8-Stunden-Schichten pro Tag.

### Rekrutierung
Alle neuen Feuerwehranwärter müssen männlich, unverheiratet und zölibatär, nicht älter als 25 Jahre und praktizierende Katholiken sein. Allen Anträgen auf Beitritt zum Korps muss eine von einem katholischen Pfarrer unterzeichnete Bescheinigung über das ehelose Leben und die katholische Lebensführung beiliegen.
Neu eingestellte Mitarbeiter erhalten eine Erstausbildung bei der italienischen Feuerwehr, an deren Scuola di Formazione di Base dei Vigili del Fuoco (Grundausbildungsschule) in Rom, bevor sie im Vatikan eingesetzt werden. Die berufsbegleitende Ausbildung wird feuerwehrintern durchgeführt.

### Einsatzorganisation
Der Feuerschutz wird 24 Stunden am Tag bereitgestellt, wobei ein Trupp auf Rotationsbasis immer im Dienst ist. Mehrere Feuerwehrmänner („Vigile del fuoco“) bilden einen Trupp, der unter der Aufsicht eines stellvertretenden Teamleiters („Vice Caposquadra“) bzw. eines Teamleiters („Caposquadra“) steht. Die Verwaltung der Feuerwehr wird von einem kleinen Team hochrangiger Offiziere übernommen, das von einem Koordinierungsoffizier („Ufficiale Coordinatore“) geleitet wird. Außerhalb der offiziellen Öffnungszeiten des Petersdoms, der vatikanischen Museen und der vatikanischen Gärten besetzen sie auch einen Rettungswagen des medizinischen Dienstes.

### Dienstgrade
|                              |                        |                              |                                |                               |                                 |                          | keine |
| Primo Dirigente coordinatore | Capo squadra esperto   | Capo Squadra di prima classe | Capo Squadra di seconda classe | Vigile del fuoco prima classe | Vigile del fuoco seconda classe | Allievo vigile del fuoco |       |
| Koordinierender Oberdirektor | Experten-Staffelführer | Staffelführer erster Klasse  | Staffelführer zweiter Klasse   | Feuerwehrmann erster Klasse   | Feuerwehrmann zweiter Klasse    | Feuerwehrmann-Anwärter   |       |

## Ausrüstung
Das Corpo dei vigili del fuoco dello Stato della Città del Vaticano ist eine moderne und gut ausgerüstete Feuerwehr, deren Mitglieder schützende Feuerwehranzüge und -helme tragen. Die Feuerwehrmänner sind für eine Reihe von Brandbekämpfungs-, Rettungs-, Erste-Hilfe- und Zivilschutzszenarien gerüstet. Ihre wichtigste Ausstattung ist ein Fuhrpark von Einsatzfahrzeugen. Es werden nur Fahrzeugtypen (mit Ausnahme der hydraulischen Hubarbeitsbühne) verwendet, die in der Lage sind, enge Straßen und Orte mit beengten oder schwierigen Zugängen zu bewältigen. Das Löschfahrzeug (Daily von Iveco Magirus) und das Rettungsfahrzeug (Mercedes-Benz Sprinter) haben besonders schmale Aufbauten, um den Zugang zu erleichtern.

## Feuerwehrorganisation
Die vatikanische Feuerwehrorganisation Corpo dei vigili del fuoco dello Stato della Città del Vaticano repräsentiert die vatikanische Feuerwehr mit ihren Feuerwehrangehörigen im Weltfeuerwehrverband CTIF (Comité technique international de prévention et d’extinction du feu). Darüber hinaus bestehen Verbindungen insbesondere zu europäischen Feuerwehrverbänden, wie dem Deutschen Feuerwehrverband.